# Altes Rathaus (Königsbach)

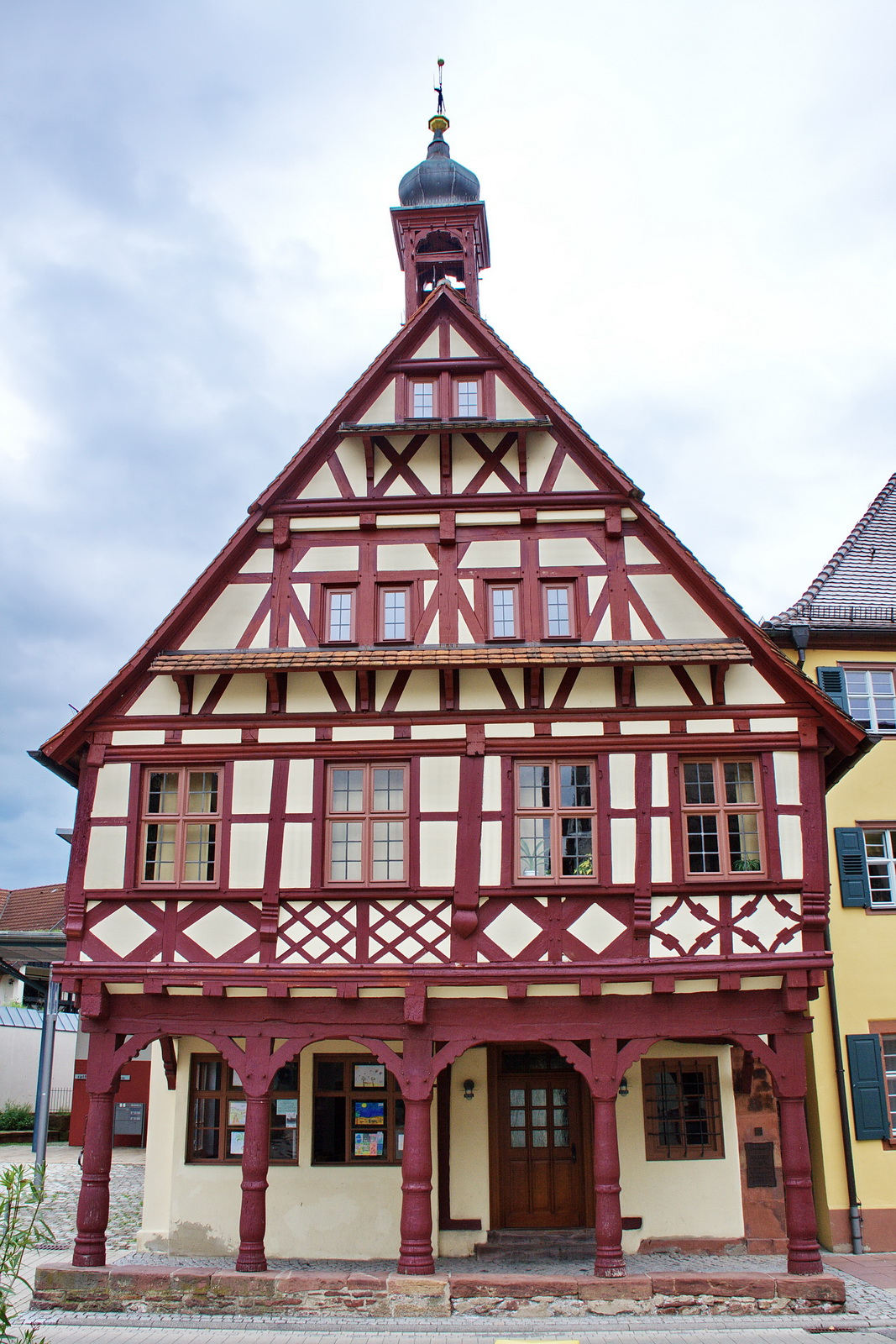
Altes Rathaus in Königsbach

Das Alte Rathaus in Königsbach, einem Ortsteil der Gemeinde Königsbach-Stein in Baden-Württemberg, ist ein im 17. Jahrhundert errichtetes Rathaus. Das Fachwerkhaus ist ein geschütztes Baudenkmal.

## Geschichte
Urkunden über den Bau des Rathauses gibt es keine. Da Königsbach im Dreißigjährigen Krieg 1622 von kaiserlichen Truppen fast vollständig niedergebrannt wurde, ist es wahrscheinlich, dass das Gebäude erst nach jenem Jahr errichtet wurde. An der linken Längsseite des Rathauses befindet sich ein Türsturz mit dem eingemeißelten Datum 1522, der vermutlich noch von einem Vorgängergebäude stammt. Eine Tafel am Rathaus erinnert an den in Königsbach geborenen Baumeister Johannes Schoch (1550–1631), der jedoch nicht als Baumeister des Rathauses in Frage kommt, da er nach 1622 bereits hochbetagt war und das Gebäude keine stilistisch ihm zuzuschreibenden Merkmale aufweist.
Das Rathaus wurde 1914/15 umgebaut und instand gesetzt.
Als das Rathaus in der zweiten Hälfte des 20. Jahrhunderts zu klein für die Verwaltung wurde, hat die Gemeinde das benachbarte Dreyfuß'sche Gebäude erworben und zum Rathaus umgebaut. Es wurde baulich mit dem alten Rathaus verbunden.

## Beschreibung
Das Haus, das am östlichen Ende des Marktplatzes steht, springt mit der Vorhalle und dem Oberstock etwa drei Meter vor. Fünf Holzsäulen, auf einem gemauerten Fundament, mit Ringen und Wulsten tragen den Oberstock. Im Oberstock befindet sich der Ratssaal, der fast die Hälfte der Grundfläche einnimmt. Im Fachwerkoberstock befinden sich umlaufende profilierte Fenstererker. Als Zierformen finden sich in den Brüstungen Andreaskreuze, teilweise mit Rauten versehen, und weitere Rauten in Negativform. Der Fränkische Mann ist im unteren Dachstock an den Bundständern zu sehen.
Auf dem Dach sitzt ein offener Dachreiter mit barocker Haube, in dem sich eine Glocke befindet.
Dieser Bautyp eines Rathauses ist in der weiteren Umgebung häufiger anzutreffen. Als direktes Vorbild könnte das ältere Rathaus im benachbarten Ortsteil Stein gelten.